# Macelj
Macelj ili Maceljsko gorje je brdovito područje koje se nalazi na hrvatsko-slovenskoj granici. To područje čine Donačke gore, Maceljske gore, Trakošćanske gore i Ravne gore. Na Macelju izviru rijeke Bednja, Krapinica i Sutla. Kraj Macelja prolaze ceste Ptuj – Rogatec, Celje – Varaždin i Zagreb – Macelj.